# 邁傑謝吉哈佐
邁傑謝吉哈佐是匈牙利的城鎮，位於該國東南部，由貝凱什州負責管轄，面積64.29平方公里，2011年人口3,711，其中約四成居民信奉天主教。
46°30′N 21°02′E / 46.50°N 21.03°E